# Кудаша (река)
Кудаша — река в России, протекает в Брейтовском районе Ярославской области. Длина реки составляет 26 км. Площадь водосборного бассейна — 86,1 км².
Исток реки находится около деревни Чёрный враг, уровень вводы около истока 134 м. Река течёт на север между текущими параллельно реками Сить и Чеснава по обжитой местности. Она протекает через деревни Базыки, Вязовики, Филипцево, Соболево, Ивановское, Котово, Тявково. Уровень воды в Тявково 113 м. Далее следуют деревни Чагино, Лукинское, Шеломово, Телятово. Далее реку пересекает дорога Шестихино-Брейтово и следует устье реки, которое находится в Рыбинском водохранилище.

## Данные водного реестра
По данным государственного водного реестра России относится к Верхневолжскому бассейновому округу, водохозяйственный участок реки — Рыбинское водохранилище до Рыбинского гидроузла и впадающие в него реки, без рек Молога, Суда и Шексна от истока до Шекснинского гидроузла, речной подбассейн реки — Реки бассейна Рыбинского водохранилища. Речной бассейн реки — (Верхняя) Волга до Куйбышевского водохранилища (без бассейна Оки).
Код объекта в государственном водном реестре — 08010200412110000004781.